# Brockton (Massachusetts)
Brockton is een plaats (city) in de Amerikaanse staat Massachusetts en valt bestuurlijk gezien onder Plymouth County.

## Demografie
Bij de volkstelling in 2000 werd het aantal inwoners vastgesteld op 94.304.
In 2006 is het aantal inwoners door het United States Census Bureau geschat op 94.191, een daling van 113 (-0,1%).

## Geografie
Volgens het United States Census Bureau beslaat de plaats een oppervlakte van
55,9 km², waarvan 55,6 km² land en 0,3 km² water. Brockton ligt op ongeveer 20 m boven zeeniveau.

## Plaatsen in de nabije omgeving
De onderstaande figuur toont nabijgelegen plaatsen in een straal van 16 km rond Brockton.